# Onthophagus tabellifer
Onthophagus tabellifer är en skalbaggsart som beskrevs av Gillet 1927. Onthophagus tabellifer ingår i släktet Onthophagus och familjen bladhorningar. Inga underarter finns listade i Catalogue of Life.